# Pararhodia rotalis
Pararhodia rotalis is een vlinder uit de familie nachtpauwogen (Saturniidae), onderfamilie Saturniinae.
De wetenschappelijke naam van de soort is voor het eerst geldig gepubliceerd door U. Paukstadt, L. Paukstadt & Suhardjono in 1992.